# 奧洛維揚納亞區
50°56′10″N 116°15′04″E / 50.936°N 116.251°E
奧洛維揚納亞區（俄语：Оловяннинский район），是俄羅斯的一個區，位於該國西部，由外貝加爾邊疆區負責管轄，始建於1926年1月4日，面積6,300平方公里，2010年人口43,494，人口密度每平方公里6.9人。